# Cranendonck

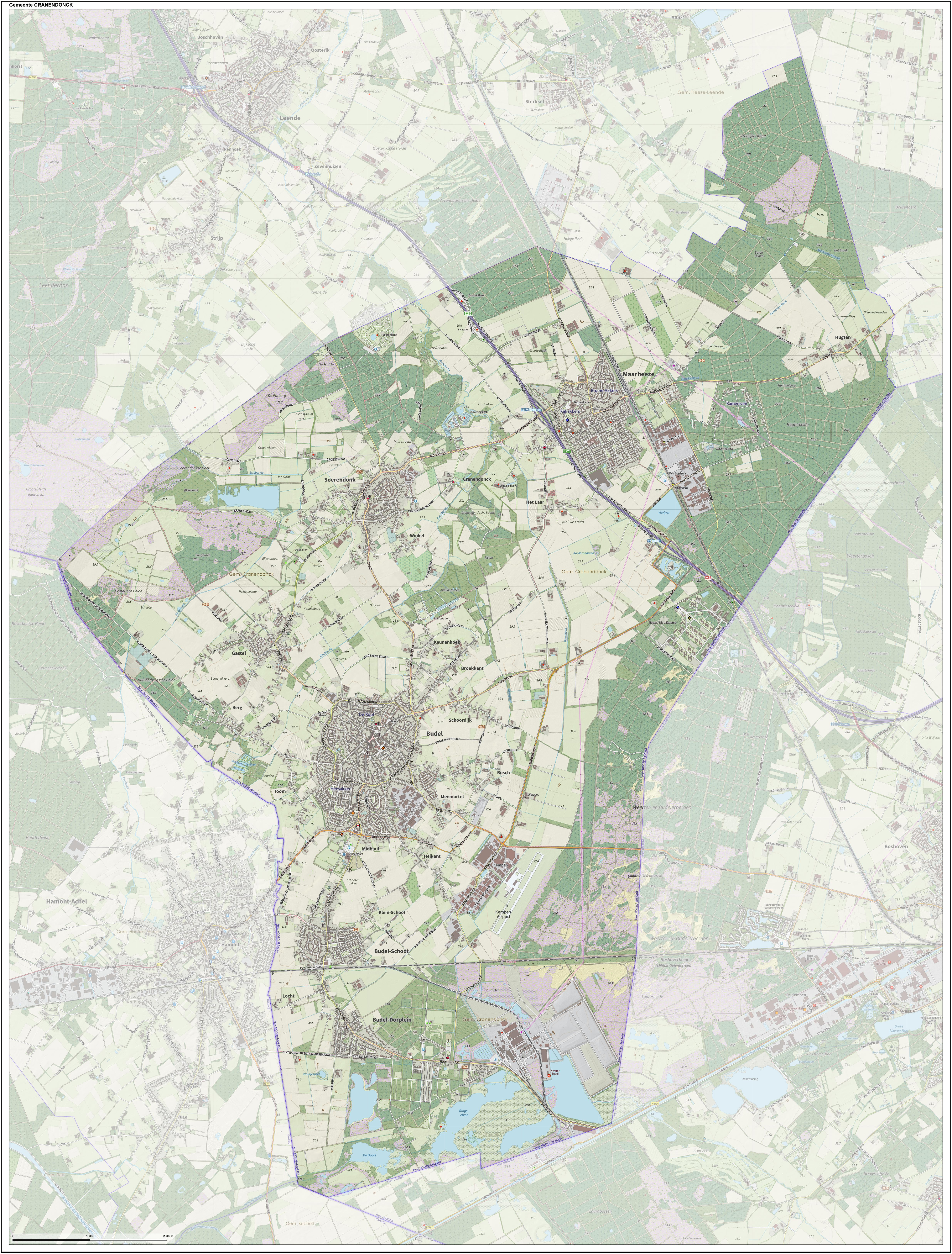
Topografische gemeentekaart van Cranendonck, september 2022

Cranendonck (uitspraakⓘ) is een gemeente in de Nederlandse provincie Noord-Brabant. De gemeente telt 20.841 inwoners (22 november 2024, bron: CBS) en heeft een oppervlakte van 78,14 km². De gemeente Cranendonck maakt deel uit van de Metropoolregio Eindhoven en de Gemeenschappelijke Regeling A2, een gemeentelijk samenwerkingsverband tussen Cranendonck, Heeze-Leende en Valkenswaard.

## Historie
De eerst geschreven historie uit Cranendonck stamt uit 1318, toen Maarschalk Pekrionimus "Poolus" den Cranendonck de velden van het hedendaagse Cranendonck binnenstapte. Hier zou hij later landvoogd worden en noemde zijn woonverblijf "Cranendonck". Er is zelfs een plaatselijk gerucht dat beweert dat op het moment dat maarschalk den Cranendonck de velden betrad, hij de woorden: 'In Cranendonck ligt de victorie' in de mond nam. Echter zou de streek pas in 1997 zijn naam Cranendonck wettelijk in gebruik nemen. 
De gemeente Cranendonck is op 1 januari 1997 ontstaan uit de samenvoeging van gemeenten Budel en Maarheeze (zonder de kern Sterksel). De dorpen Budel, Budel-Dorplein, Budel-Schoot, Gastel, Maarheeze en Soerendonk hadden vanuit het verre verleden al veel met elkaar gemeen. De dialectische vormen zijn: Buul, Dorplein, Schoot, Mares en Zurrik. De uitspraak van Gastel is identiek.
Het domein Budel behoorde tot het koningsgoed van de Pepiniden en Karolingen. De oudste tekst is een oorkonde van Karel de Grote waarin hij bevestigt dat zijn grootvader Pippijn de Middelste of Van Herstal voor diens overlijden in 714 bezittingen te Budel had geschonken aan de abdij van Chèvremont bij Luik. In 947 werd ook de kerk van Budel met de tienden aan dit klooster geschonken. De bezittingen van de abdij van Chèvremont, waaronder het domein en de kerk van Budel, werden in het jaar 972 overgedragen aan het kapittel van de kerk van Onze Lieve Vrouw, ofwel het Mariakapittel (Marienstift) te Aken. De kerk en de hof met omliggende landerijen bleven tot het einde van de achttiende eeuw in het bezit van het Akense kapittel.
In 1938 werd de gemeente Maarheeze eigenaar van Landgoed Cranendonk. De villa die er in aan het einde van de negentiende eeuw was gebouwd werd in 1940 als gemeentehuis van de toenmalige gemeente Maarheeze in gebruik genomen. Cranendonk werd zo opnieuw het bestuurlijke centrum. Vanaf 1 januari 1997 was de huidige gemeente Cranendonck een feit, al droeg deze nog een jaar lang formeel de naam Budel.
De (Duitse) adelaar en de horens (van de Cranendonckse tak uit het Huis Horne) in het gemeentewapen, de kraanvogel in de gemeentevlag en de huisstijl van de gemeente Cranendonck (een gestileerde kraanvogel in groen en oranje (Oranjehuis) herinneren aan de natuurlijke en historische omstandigheden van weleer.
De naam van de gemeente is afkomstig van Kasteel Cranendonck, dat mogelijk reeds in de 13e eeuw bestond en dat het bestuurlijk centrum vormde van de buurtschappen in de omgeving.

## Zetelverdeling gemeenteraad en college van B&W
De gemeenteraad van Cranendonck bestaat uit 19 zetels. Het huidige college van B&W (2022-2026) wordt gevormd door ELAN, Cranendonck Actief! en VVD Cranendonck en bestaat uit burgemeester Roland van Kessel (VVD), wethouders Hennie Driessen (ELAN), Karel Boonen (Cranendonck Actief) en Marcel Lemmen (VVD Cranendonck) en gemeentesecretaris Edith Jacobs.
Hieronder staat de samenstelling van de gemeenteraad sinds 1998:
| Gemeenteraadszetels             | Gemeenteraadszetels | Gemeenteraadszetels | Gemeenteraadszetels | Gemeenteraadszetels | Gemeenteraadszetels | Gemeenteraadszetels | Gemeenteraadszetels |
| Partij                          | 1998                | 2002                | 2006                | 2010                | 2014                | 2018                | 2022                |
| ------------------------------- | ------------------- | ------------------- | ------------------- | ------------------- | ------------------- | ------------------- | ------------------- |
| Echte Lokale Aandacht Nu (ELAN) | 7                   | 6                   | 4                   | 7                   | 5                   | 4                   | 7                   |
| CDA Cranendonck                 | 2                   | 4                   | 4                   | 3                   | 4                   | 6                   | 5                   |
| Cranendonck Actief (Cra!)       | 5                   | 5                   | 3                   | 3                   | 6                   | 2                   | 3                   |
| PRO6                            | -                   | -                   | -                   | -                   | -                   | 5                   | 2                   |
| VVD Cranendonck                 | 2                   | 1                   | 2                   | 2                   | 2                   | 2                   | 2                   |
| PvdA                            | 3                   | 3                   | 5                   | 4                   | 2                   | -                   | -                   |
| Nieuw Maarheeze                 | -                   | -                   | 1                   | -                   | -                   | -                   | -                   |
| Totaal                          | 19                  | 19                  | 19                  | 19                  | 19                  | 19                  | 19                  |
| Opkomst                         |                     |                     |                     | 49,98%              | 52,13%              | 53,84%              | 54,70%              |

## Aangrenzende gemeenten
| Aangrenzende gemeenten | Aangrenzende gemeenten | Aangrenzende gemeenten | Aangrenzende gemeenten | Aangrenzende gemeenten |
| ---------------------- | ---------------------- | ---------------------- | ---------------------- | ---------------------- |
|                        |                        | Heeze-Leende           |                        | Someren                |
|                        |                        |                        |                        |                        |
| Hamont-Achel (B)       | Nederweert (L)         |                        |                        |                        |
|                        |                        |                        |                        |                        |
| Bocholt (B)            |                        |                        |                        | Weert (L)              |

## Monumenten
In de gemeente zijn er een aantal rijksmonumenten en oorlogsmonumenten, zie:
- Lijst van rijksmonumenten in Cranendonck
- Lijst van gemeentelijke monumenten in Cranendonck
- Lijst van oorlogsmonumenten in Cranendonck

## Kunst in de openbare ruimte
In de gemeente Cranendonck zijn diverse beelden, sculpturen en objecten geplaatst in de openbare ruimte, zie:
- Lijst van beelden in Cranendonck

## Trivia
- De Nederlandse koning Willem-Alexander voert de adellijke titel Baron van Cranendonck. Zie Titels van de Nederlandse koninklijke familie.